# بی‌مهرگان

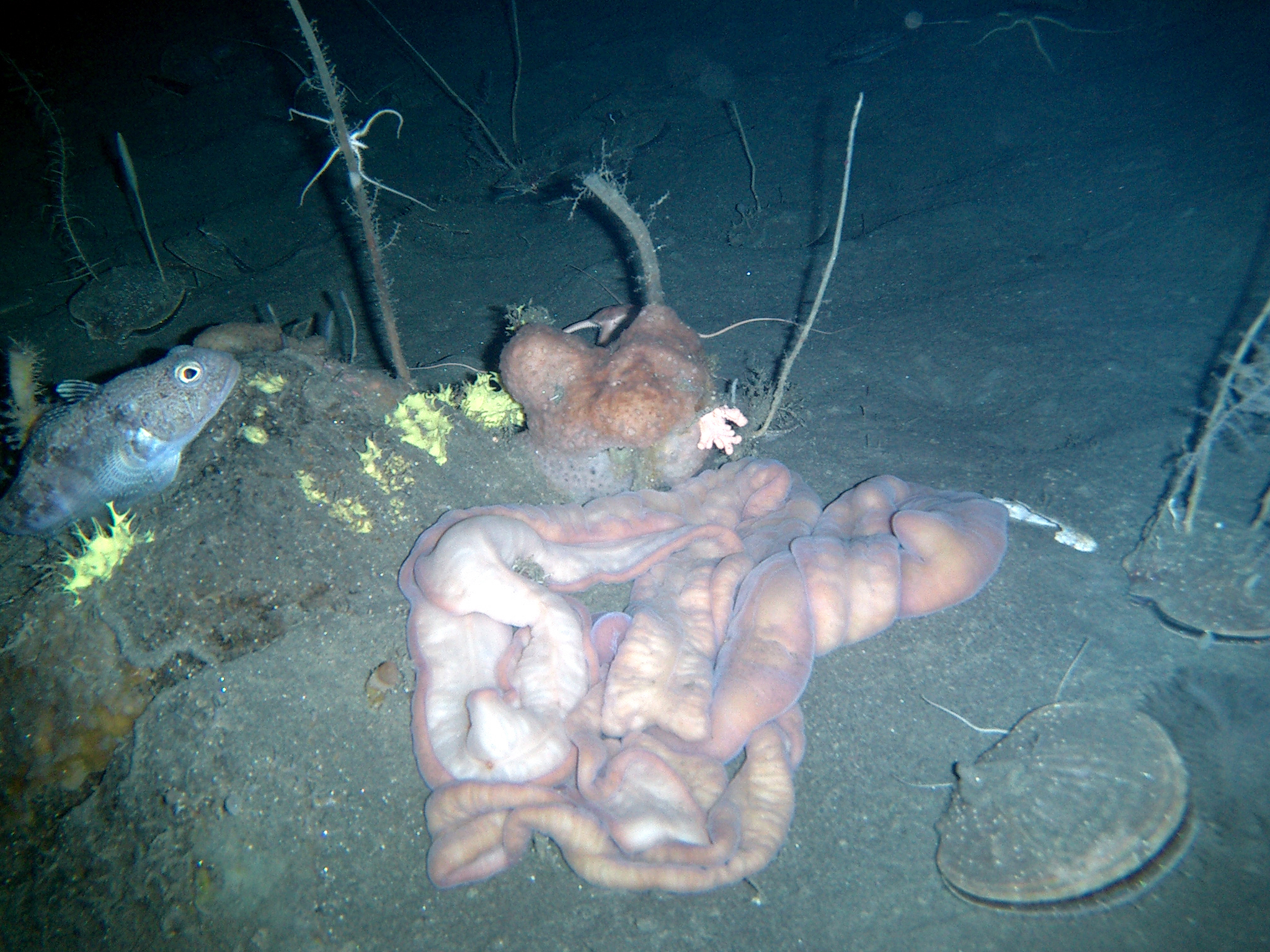
بعضی بی‌مهرگان مربوط به اعماق اقیانوس هستند مثل بعضی کرم‌ها و صدف دوکفه‌ای

بی‌مهرگان گروه بزرگی از جانوران را تشکیل می‌دهند که در همه جای سیارهٔ زمین پراکنده هستند و شامل شاخه‌ها و رده‌های زیادی هستند. بی‌مهرگان فراوان‌ترین گروه جانوران روی زمین‌اند. بی‌مهرگان به حیواناتی گفته می‌شود که ستون مهره (یا به‌طور رایج ستون فقرات) ندارند و آن را در طول تکامل خود نیز ایجاد نمی‌کنند. این ساختار از نوتوکورد تکامل یافته است. بی‌مهرگان یک گروه پارافیلتیک را شامل می‌شوند که تمامی حیوانات به‌جز زیرشاخه مهره‌داران در شاخه طنابداران را در بر می‌گیرد. شاخه‌های شناخته‌شده بی‌مهرگان شامل بندپایان، نرم‌تنان، کرم‌های حلقوی، خارپوستان، کرم‌های پهن، کیسه‌تنان و اسفنج‌ها هستند.
اکثریت گونه‌های حیوانی را بی‌مهرگان تشکیل می‌دهند و برآوردها نشان می‌دهند که این عدد حدود ۹۷٪ از کل گونه‌های جانوری است. بسیاری از شاخه‌های بی‌مهرگان تنوع گونه‌ای بیشتری نسبت به تمام زیرشاخه مهره‌داران دارند. اندازه بی‌مهرگان بسیار متنوع است؛ از موجودات میکروسکوپی به اندازه ۱۰ میکرومتر مانند مایکزوزوآها تا آبزیانی غول‌پیکر مانند ماهی مرکب عظیم‌الجثه که طول آن به ۹ تا ۱۰ متر می‌رسد.
برخی از موجودات موسوم به بی‌مهرگان، مانند تونیکاتا و سفالوکورداتا، در واقع زیرشاخه‌هایی از طنابداران هستند که با مهره‌داران نسبت نزدیکی بیشتری دارند تا با سایر بی‌مهرگان. این موضوع باعث می‌شود اصطلاح «بی‌مهرگان» از نظر تاکسونومی یک مفهوم پلی‌فیلتیک باشد و به همین دلیل از لحاظ علمی معنی دقیقی نداشته باشد.

## تبارشناسی
بیشتر جانوران مثل اغلب گیاهان دارای ساختمان پرسلولی و پیچیده‌ای هستند که به ترازهای اعضا و دستگاه‌ها می‌رسند. عمومی‌ترین صفت جانوران که طی مراحل رشد نیز قبل از همه ظاهر می‌شود تراز سازمانی آنهاست. همه جانوران زندگی را از یک سلول آغاز می‌کنند و برخی از تراز بافت نیز بالاتر نمی‌روند. جانوران را صاحب دو شعبه رده‌بندی در نظر می‌گیرند.
در شعبه شبه جانوران بالاترین تراز سازمانی را بافت تشکیل می‌دهد. این شعبه فقط شاخه اسفنج‌ها را شامل می‌شود. همه جانوران دیگر که به شعبه هوپس‌زیان متعلق هستند با داشتن اندام و دستگاه مشخص می‌شوند.

## شعبه شبه جانوران
یکی از نیای زیرفرمانروهای جانوران هستند. ترجمه تحت‌الفظی آن: «در کنار حیوانات» است. تنها بازمانده شبه‌جانوران اسفنج‌های دریایی می‌باشند، که متعلق به شاخه روزن‌داران می‌باشند. شبه‌جانوران نامتقارن‌اند یعنی هیچ تقارنی در شکل ظاهر ندارند؛ در صورتی که تمام جانوران جلوه‌ای از نوعی تقارن‌اند. هم‌اکنون حدود ۵ هزار گونه که ۱۵۰ گونه از آن که وابسته به آب شیرین هستند شناسایی شده‌اند.

### شاخه اسفنج‌ها
اسفنج‌ها بیشتر دریازی و بعضی ساکن آب شیرین هستند. در حالت بالغ در یک جا ساکن هستند. اغلب کلونی دارند. تغذیه آن‌ها از راه شبکه کانال‌هایی است که اطراف آن‌ها را سلول‌های یقه‌دار و تاژک‌دار گرفته است. سلول عصبی ندارند و حدود ۵۰۰۰ گونه دارند. شامل رده‌های زیر است.
- رده اسفنج‌های آهکی
- رده اسفنج‌های شیشه‌ای
- رده اسفنج‌های شاخی

## شعبه هوپس‌زیان

### شاخه کیسه تنان
کیسه‌تنان بیشتر دریازی هستند. بعضی در آب شیرین به سر می‌برند. بازوهایی به صورت شعاعی به اطراف می‌فرستند که کنیدوبلاست‌های محتوی نماتوسیست دارند. بدن کیسه مانند است و این کیسه با مجرایی به خارج باز می‌شود که هم به منزله دهان و هم مخرج است. چند شکلی دارند و شامل مدوز یا پولیپ می‌شوند. لارو پلانولا دارند. ۱۰ هزار گونه دارند. شامل رده‌های زیر است:
- رده هیدروزوآ: اوبلیا، هیدر، فیزالیا
- رده سیفوزوآ: عروس‌های دریایی
- رده گلسانان (آنتوزوآ): شقایق‌های دریایی و مرجان‌ها

### شاخه شانه‌داران
همگی دریازی (در دریا زندگی می‌کنند) هستند. ساختمان مدروزی دارند. حرکت آن‌ها توسط ۸ صفحه شانه‌ای نصف‌النهاری است. بازوها اگر وجود داشته باشد دارای سلول‌های چسبناک هستند. ۱۰۰ گونه دارند.

### شاخه کرم‌های پهن
ساکن آب شیرین و دریا هستند. بعضی خاک‌زی هستند. دستگاه گوارشی آن‌ها دارای یک منفذ است. فاقد دستگاه گردش خون هستند. حدود ۱۰ هزار گونه دارند. شامل رده‌های زیر است. دارای سه لایه جنینی به نام‌های درون‌پوست، میان‌پوست و برون‌پوست می‌باشد دارای تقارن دوطرفی‌اند فاقد حفره عمومی بدن فاقد مخرج‌اند در روی پوست آن‌ها غده ای دیده می‌شود که با ترشحات خود سطح بدن را مرطوب می‌کند.
- رده موجک‌ویسان (توربلاریا): کرم‌های جاودانه (پلانارین‌ها) یا آزادزی
- رده ترماتودها کرم کبد :انگل‌های طعمه‌خوار
- ردهسستوداها :کرم کدو :انگل‌های مایع‌خوار
- رده مونوجنه آ :انگل خارجی یک‌میزبانه

### شاخه کرم‌های خرطوم‌دار
بیشتر دریازی هستند. بعضی ساکن آب شیرین و محدودی هم خشکی زی هستند. دستگاه گوارشی با دهان و مخرج جدا از هم در آن‌ها وجود دارد. دارای دستگاه گردش خون هستند. ۶۰۰ گونه دارند.

### شاخه کرم‌های کیسه‌ای
ساکن خشکی، آب‌های شیرین یا دریا هستند. بدن اغلب به‌طور سطحی قطعه قطعه است. در هر گونه، مقدار سلول‌ها یا هسته‌ها و آرایش آن‌ها ثابت است. عضلات آن‌ها اصولاً چند لایه‌ای نیست. حلق پیشرفته‌ای دارند. بیش از ۱۵ هزار گونه دارند. این شاخه شامل رده‌های زیر است.
- رده کرم‌های چرخی (روتیفرا): ۱۵۰۰ گونه
- رده موی‌شکمان: (یا گاستروتریکا یا شکم‌مژه‌داران): ۲۰۰ گونه
- رده کینورنکا: شامل ۱۰۰ گونه
- رده پریاپولیده: ۵ گونه
- رده کرم‌های لوله‌ای (نماتودا): ۱۲ هزار گونه
- رده کرم‌های مویی (نماتومورفا): ۸۰ گونه

### شاخه بازوپایان
بازوپایان دریازی هستند. در ظاهر به دو کفه‌ای‌ها شبیه هستند. ۳۰۰ گونه دارند.

### شاخه نرم‌تنان
نرم‌تنان دریازی هستند. ساکن آب شیرین یا محیط خشکی هستند. ۵۰ هزار گونه دارند. شامل رده‌های زیر است.
- رده کیتونها: دریازی هستند. سر تحلیل رفته، فاقد چشم و بازو هستند. ۷۰۰ گونه دارند.
- رده شکم پایان: حلزونها، دریازی هستند. ساکن آب شیرین یا خشکی هستند. معمولاً صدف دارند. در سر چشم و یک یا دو جفت شاخک وجود دارد. ۳۵ هزار گونه دارند.
- رده ناوپایان: دریازی هستند. صدف لوله‌ای شکل و از هر دو سر باز است. با اندام حفر کننده است. ۲۰۰ گونه دارند.
- رده دوکفه‌ای‌ها: صدف‌ها، دریازی یا ساکن آب‌های شیرین هستند. از دو طرف فشردگی یافته‌اند. صدف‌هایشان در بالا لولا می‌شود. سر تحلیل رفته است. آبشش‌ها معمولاً توسعه یافته‌اند و به اندام‌های تغذیه‌کننده مژک‌دار منتهی شده‌اند. ۱۲ هزار گونه دارند.
- رده سرپایان: اسکوییدها و هشت پایان. دریازی هستند. بازوهایی در سر دارند. صدف یا خارجی و حجره‌دار یا داخلی و تحلیل رفته است. دستگاه عصبی بسیار توسعه یافته و اسکلت داخلی غضروفی دارند. ۵۰۰ گونه دارند.

### شاخه کرم‌های حلقوی
- رده پرتاران: کرم‌های صدفی و کرم‌های لوله‌دار. بیشتر دریازی هستند. پاراپودیای بند بند و خارهای فراوان دارند. لارو آن‌ها تروکوفور است.
- رده کم‌تاران: کرم‌های خاکی، خاک‌زی یا ساکن آب شیرین هستند. سر تحلیل رفته است. پاراپود ندارند. خارها اندک هستند و فاقد لارو هستند.
- رده زالوها: بیشتر ساکن آب شیرین و انگل هستند. فاقد پاراپود و خارند. تعداد بندها معین است. لارو ندارند.

### شاخهبندپایان

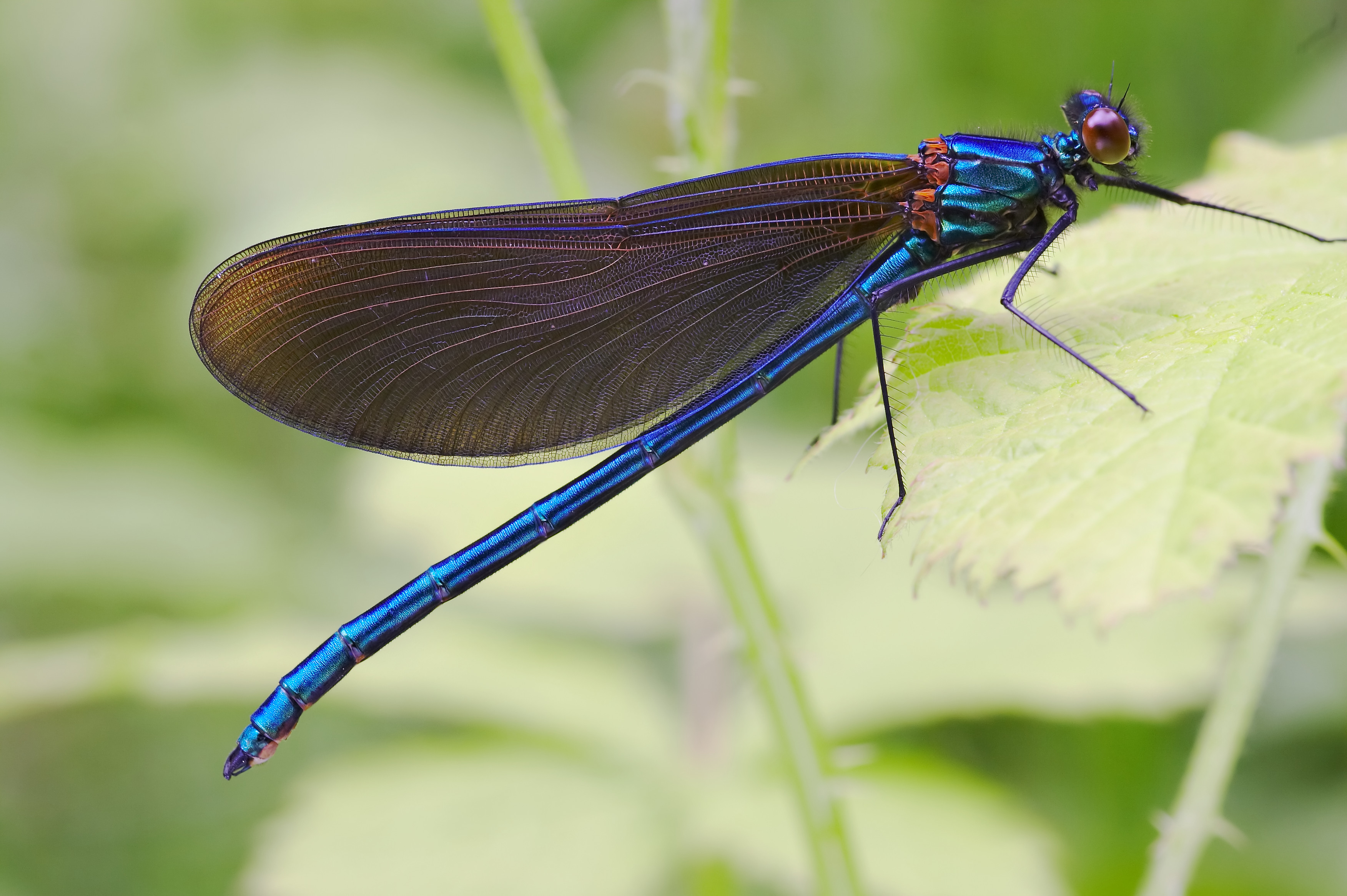
یک آسیابک

- زیرشاخه کلیسرداران: بدن دارای سر سینه‌ای عموماً بدون بند است. شکم‌بند بند با یک قطعه است. به سر سینه اصولاً ۶ جفت زایده متصل است. نخستین جفت کلیسر، دومین جفت پدی پالپ و ۴ جفت آخر پاهای حرکتی هستند. فاقد آرواره یا شاخک هستند. خرچنگ‌های نعل اسبی، عنکبوت‌های دریایی و عنکبوتیان جزء این زیر شاخه هستند.
- زیر شاخه آرواره‌داران: بدن دارای سر سینه و شکم یا سر، سینه و شکم یا سر و تنه است. سر سینه یا سر یا سر، از خارج بدون قطعه به نظر می‌رسد. سینه، شکم یا تنه قطعه قطعه است. در سر یک یا دو جفت شاخک، یک جفت آرواره (ماندیبول) و دو جفت ماگزیلا وجود دارد. سخت‌پوستان، صدپایان، هزارپایان و حشرات در این زیر شاخه قرار دارند.

### شاخه کرم‌های پیکانی
دریازی و پلانکتونی هستند. در سر قلاب‌های کیتینی برای چسبیدن و یک سرپوش وجود دارد. تنه دارای باله‌های جانبی و دمی است. سلوم به سه حجره تقسیم شده است. فاقد دستگاه‌های گردش خون، تنفس و دفع هستند. مرحله لاروی ندارند. ۵۰ گونه دارند.

### شاخه کرم‌های ریشی

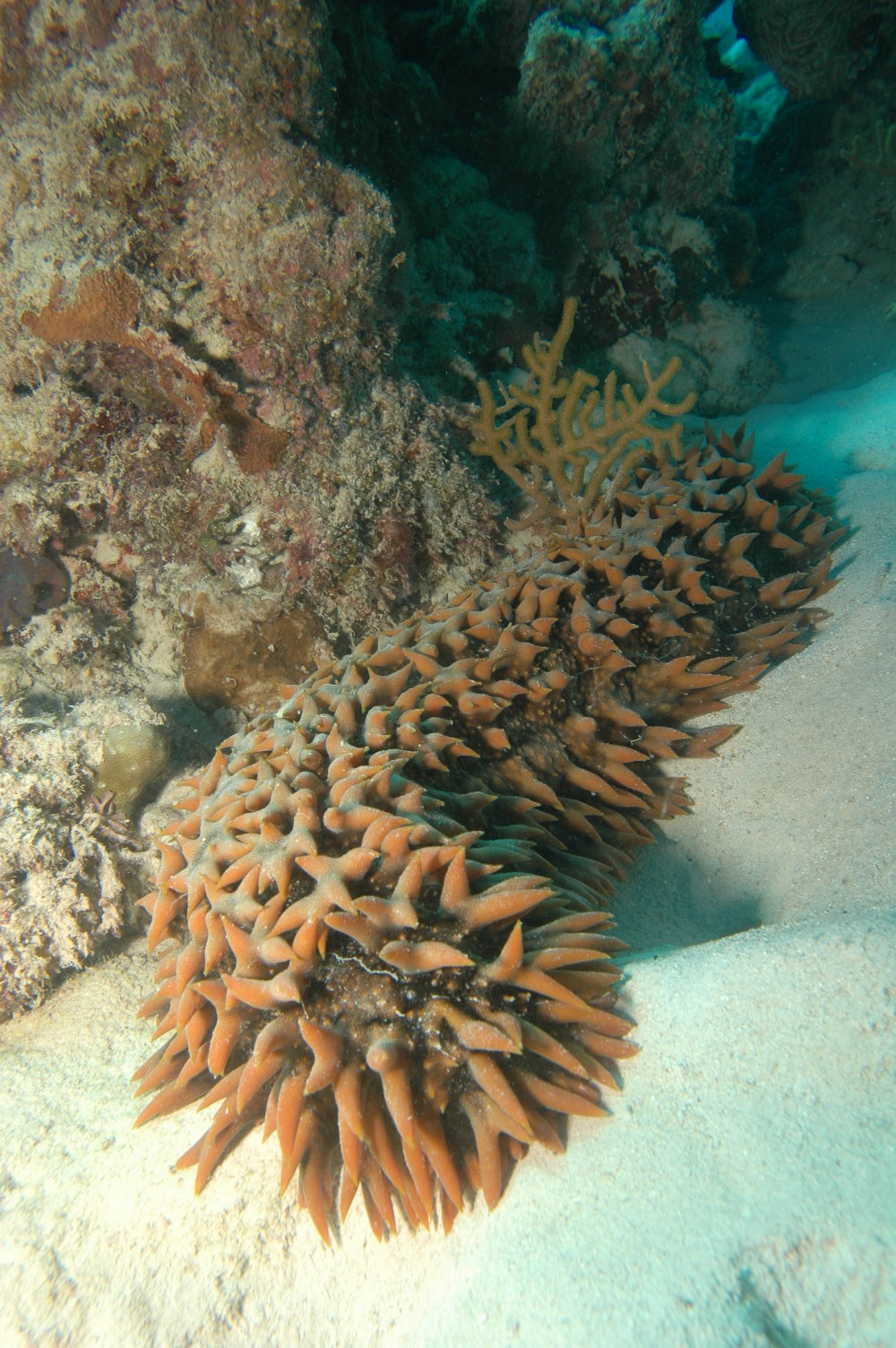
خیار دریایی

ساکن اعماق دریا هستند. در لوله به‌سر می‌برند. بازوهای جلویی دارند. دستگاه گوارش ندارند. دستگاه گردش خونشان بسته است. دستگاه تنفسی ندارند. بدن دارای سه قسمت است و سلوم نیز به همین ترتیب تقسیم می‌شود. ۲۵ گونه دارند.

### شاخه نیم‌تاران
نیم‌تاران (همی‌کورداتا) یا کرم‌های مازویی، دریازی هستند. به حالت کلونی در جایگاه‌های ترشح شده یا به صورت منزوی در میان ماسه‌های حفر شده زندگی می‌کنند. بدن دارای سه قسمت است و سلوم نیز به همین ترتیب تقسیم می‌شود. بیشتر دارای شکاف‌های آبششی هستند. اصولاً دارای لارو هستند. ۱۰۰ گونه دارند.

### شاخه خارپوستان
خارپوستان دریازی هستند. لارو تقارن دو جانبی دارد. در مراحل نخستین رشد دارای پروتوسل، مزوسل و متاسل هستند. جانور بالغ تقارن شعاعی، اسکلت داخلی آهکی و دستگاه گردش آب سلومی دارد. ۶ هزار گونه دارند. لاله دریایی، خیار دریایی، ستاره دریایی و توتیای دریایی در این شاخه قرار دارند.

## برای مطالعهٔ بیشتر
- Hyman, L. H. 1940. The Invertebrates (6 volumes) New York: McGraw-Hill. A classic work.
- Anderson, D. T. (Ed.). (2001). Invertebrate zoology (2nd ed.). Oxford: Oxford University Press.
- Brusca, R. C. , & Brusca, G. J. (2003). Invertebrates (2nd ed.). Sunderland, Mass. : Sinauer Associates.
- Miller, S.A. , & Harley, J.P. (1996). Zoology (4th ed.). Boston: WCB/McGraw-Hill.
- Pechenik, Jan A. (2005). Biology of the invertebrates. Boston: McGraw-Hill, Higher Education. pp. 590 pp. ISBN 978-0-07-234899-6.
- Ruppert, E. E. , Fox, R. S. , & Barnes, R. D. (2004). Invertebrate zoology: a functional evolutionary approach. Belmont, CA: Thomas-Brooks/Cole.
- Adiyodi, K.G. & Adyiodi, R.G. (Eds) 1983-. Reproductive Biology of Invertebrates. Wiley, New York. (Many volumes.)
- Giese, A.G. & Pearse, J.S. (Eds) 1974-. Reproduction of Marine Invertebrates. Academic Press, New York. (Many volumes.)
- Advances in Invertebrate Reproduction. Elsevier Science, Amsterdam. (Five volumes.)